# アンストッパブル (映画)
『アンストッパブル』（原題: Unstoppable）は、2010年公開のアメリカの災害アクション・スリラー映画。通算5回目となるトニー・スコットとデンゼル・ワシントンのコラボレーション作品で、トニー・スコットにとっての遺作にもなった。
2001年5月15日にオハイオ州で発生したCSX8888号暴走事故を題材に制作された。

## ストーリー
ある日、ペンシルベニア州のフラー操車場で、アレゲニー・アンド・ウェストバージニア鉄道（Allegheny and West Virginia Railroad、略称AWVR）の39両編成・全長800mからなる最新ディーゼル機関車「777号（通称トリプルセブン）」と「767号」の重連での牽引による貨物列車が、作業員のデューイとギリースのミスにより無人走行状態となった。報告を受けた操車場長のコニーは、777号が低速での惰性走行（惰行）を行っていると考え、デューイとギリースに軌陸車で追跡を命じ、通勤中の操車場の溶接工主任ネッドに連絡して進路上のポイントを切り替えて777号を側線に入れ、安全に停止させるように指示する。ネッドはポイントで777号の到着を待つが、いつまで経っても777号は現れず、それどころか追跡していた筈のデューイとギリースが到着してしまい、実際には777号は動力がつながった状態（力行）でポイントを既に通過しており、ここで初めてコニーらは777号が猛スピードで暴走していることを知ることとなった。
一方、ペンシルベニア州南部のブルースター操車場では新人車掌のウィル・コルソンがベテラン機関士のフランク・バーンズと旧式ディーゼル機関車1206号に乗車する。乗車早々ミスをしたウィルをフランクは咎め、ウィルは反発して険悪な関係となる。妻ダーシーとの別居について裁判所から重要な命令が下るその日を迎えており、仕事から注意を削がれていた。一方で、フランクは鉄道会社がコスト削減のために自分のようなベテラン達を次々と解雇整理する一方で縁故による新人採用を行っていることに不満を持っており、鉄道一家に生まれたウィルのこともよく思っていなかった。
同じ頃、コニーは777号が19万リットルのディーゼル燃料に加え、発火性の強い有毒化学物質（溶融フェノール）を大量に積載していることを知る。更に、線路は「スタントンの大曲り」と呼ばれる有名な急カーブ箇所があるスタントンの市街地を通過するルートとなっていた上、カーブの外側には燃料集積所が広がっていた。このままでは777号が市街地で壮絶な脱線事故を起こして大きな被害が出るとし、コニーは上司で運行部長のガルビンに、777号が農村地帯にいる今の時点で脱線させ被害を軽減すべきだと進言する。しかし、目先の利益に囚われたガルビンは777号を止める手立てが他にあるはずだとしてその案を却下し、代わりに別の機関車を前から追突させて減速させ、ヘリから元海兵隊の機関士を777号に降ろす作戦を立案する。コニーは「無謀すぎる」と止めに入ったが、会社の利益を優先させるガルビンは強行するも、作戦は失敗し死傷者を出した上に、777号は止まらず暴走し続けた。
時を同じくして、フランクらの乗った1206号は前方から777号が迫っているため側線に入って回避するよう連絡を受ける。ところが、ウィルのミスによって余計な貨車を繋いだ1206号では指定された側線に収まらないことが判明した。フランクは正面衝突の危険を承知で、更にその先の修繕線まで1206号を進める。目前に777号が迫る中、間一髪で1206号は修繕線に入って衝突を回避した。フランクは家族のいるスタントンを危機から救うために、1206号を777号が牽引する貨車の最後尾車両の連結器へ逆向きに連結して強制停車させることを発案し、ウィルと共に777号の追走を始める。この動きを知ったガルビンはフランクらに勝手なことをするなと命令し、クビにすると脅すが、フランクらはガルビンを無視して独自に作戦を続ける。実はフランクには既に解雇通知が届いており、後18日で解雇される予定だった。
ガルビンは作戦がことごとく失敗し、ついに可搬式脱線器を用いた脱線作戦を認めるが、猛スピードの777号は脱線器を蹴散らして進み続ける。とうとうスタントンへの到着が迫ったという時、ついに1206号が777号に追いつきフランクの作戦を実行に移す。ウィルが連結器でケガを負いながらもなんとか連結は成功する。1206号のブレーキによって、777号のスピードが落ち始めたが、1206号のブレーキの効力が低下したことで再び加速を始める。そこでウィルが貨車の手動ブレーキを順次作動させる案を思いつき、フランクが実行に移すことで777号は減速をはじめ、スタントンの大曲りを脱線せずに乗り切った。フランクはそのまま列車の屋根を移動して先頭の機関室を目指す途中で行く手を阻まれてしまうが、ウィルがトラックで追いついたネッドの手助けで無事777号の機関室に乗り込んでブレーキをかけ、ついに777号は暴走をやめ、減速して停車した。
大惨事を回避した英雄として、ウィル、フランク、ネッドの3人はマスコミから賞賛を受ける。ウィルとフランクはそれぞれ家族との関係の修復も成功し、フランクの解雇命令も撤回された。

## キャスト

### 主要人物
フランク・バーンズ
演 - デンゼル・ワシントン、日本語吹替 - 大塚明夫
今作の主人公。ブルースター操車場に勤める勤続28年のベテラン機関士。鉄道マンとしてかなりの技量と経験を持ち、周囲からの信頼も厚いが、会社からは早期強制退職の対象とされている。新米車掌のウィルと共に1206号に乗り込み、スタントンから貨物をウィルキンスに運ぶ途中、今回の事故に巻き込まれる。会社からは777号の停止作戦には手を出すなと命令されるが、長年の勤務経験で培われた確かな知識と勘から、脱線による停止作戦は成功の確率が低いと判断する。777号後方の連結器のナックルが開いていたのを確認すると、1206号を最後尾に連結しブレーキをかけて停止させる作戦を考え、貨車を外しウィルと共に線路を逆走し後を追う。
会社がコスト削減のためにベテランを次々と解雇させる一方で、縁故による新人採用を増やしていることに納得がいっておらず、鉄道一家出身であるウィルとも微妙に気まずい雰囲気の中で乗務することになる。
ウィルとはこの日が初顔合わせだが、度重なるミスを嫌味混じりで叱責し、それにウィルが反発したため口論が絶えず、険悪な空気となってしまう。だが、777号の追跡中にウィルがガルヴィンの脅しを退けたことで考えを改め、互いの家族の話をするなどその仲は徐々に氷解していき、妻を疑ったことを公開するウィルに激励の言葉をかけ連絡するよう促すなど、良き上司として振る舞う。終盤には危険な連結作業を負傷しながらな成功させたウィルを1人前の鉄道マンと認め「彼は変わった」と評価した。
ウィルから貨車の手ブレーキを使用することを提案され、足を負傷し歩くのが困難になったウィルに1206号のブレーキ操作を任せ、自身は777号の貨車の上を走り、手ブレーキを操作する。貨車と貨車の隙間に阻まれ先頭車両への道を断たれるが、駆けつけたネッドのトラックに飛び乗ったウィルに停止を託す。
4年前に妻のアリスと死別しており、19歳のニコルと18歳のマヤという二人の娘との三人暮らしで、この日は上の娘であるニコルの誕生日だった。
会社からは物語開始の72日前に90日後の早期強制退職を宣告されており、18日後にはクビが言い渡される予定だったが、777号暴走事故を解決に導いた功績を認められ、強制退職が撤回され出世した。その後、円満退職という形でAWVR社を退職している。
ウィル・コルソン
演 - クリス・パイン、日本語吹替 - 阪口周平
もう一人の主人公。ブルースター操車場に配属されて4ヶ月の新米車掌。フランクと共に1206号でスタントンから貨物をウィルキンスに運ぶ途中、今回の事故に巻き込まれる。鉄道一家の家庭に生まれ育ち、管理職の叔父2人と溶接主任の兄を持つ。ウィル本人も労働組合の代表に選ばれている。
新米でありながら鉄道一家の出身ゆえに優遇されていると周囲からは見なされており（描かれ方からしてウィル本人はそう見られていることに嫌気がさしている様であり、車掌になる前は鉄道とは関係ない仕事を転々としていた）、大ベテランでありながら会社から退職を宣告されたフランクとは冗談を言い合いながらもどことなく微妙な空気の中乗務することになる。新米ゆえにミスを連発し、それをフランクから咎められるが、家庭の問題からくる苛立ちもあって口答えし、勤務早々何かと口論になる。さらに不手際をフランクから嫌味混じりで叱責されたことで激しく言い争い、険悪な雰囲気にまで発展してしまう。
妻ダーシーとの間で生じた些細な誤解が元で妻子と別居状態であり、兄の元に身を寄せている。家庭の問題のためにうわの空で作業を行い、本来1206号に連結するべきではない貨車を余分に5両連結したため（但し、ブルースター操車場に向かう車の車内でフランクに仕事内容を聞かれた際、ウィルはスタントンで1206号に貨車を25両連結すると答えているが、スタントンの亜鉛工場で貨車を連結して走り出した1206号の車内でフランクに運ぶ貨車の両数を聞かれた際、ウィルは貨車の両数を20両と答えており、これ以降のシーンで貨車について言及されていないため、矛盾が生じる）、最初に待避しようとした側線では編成が納まらなくなり、それより10km先の充分な長さのある修繕線を待避に使わざるを得なくなってしまい、1206号を777号との正面衝突の危機に陥らせた（ディーゼル機関車同士の衝突は回避したが、1206号が牽引していた貨車の最後尾車両は退避が間に合わず777号と衝突している）。
フランクが777号の後を追おうとした際は猛反対するが、彼から会社の行っている777号の停止作戦が絶望的なことと、故郷であり、家族の住むスタントンの町が大惨事に見舞われることを聞かされ、意を決してフランクと共に777号の追跡を開始する。その追跡の中でフランクが会社の方針で強制解雇を言い渡されたことを知り、ガルヴィンに対し「やっと仕事が好きになれたのに」と皮肉を言ってのけ、自身もクビを覚悟で会社からの命令を無視する。さらにフランクとも互いの家族の話をするなど徐々に仲を氷解させていき、妻を疑った後悔を吐露する。
終盤には連結器に足を挟まれ負傷しながらも1206号と777号の連結を成功させ、フランクをして「彼は変わった」と言わしめた。1206号のブレーキに加えて777号の貨車の手ブレーキを使用することを提案し、自身はフランクの指示で1206号のブレーキレバーを操作、スタントンの大曲を乗り切り、さらに駆けつけたネッドのトラックで777号の運転席に飛び乗り、暴走に終止符を打った。
777号暴走事故の解決を機にダーシーとの仲は修復し、その後第2子が誕生予定であることが語られている。
コニー・フーパー
演 - ロザリオ・ドーソン、日本語吹替 - 本田貴子
フラー操車場で操車場長を務める女性。デューイとギリースから777号の無人発車の報告を受けた際、彼らの報告から777号は緩やかに惰行していると判断し、デューイとギリースに追跡を、同僚のネッドに先回りとポイントの切り替えを指示するが、後に彼らの報告から777号は猛スピードで力行していることと、777号には補助の767号も含めて機関車2両分のディーゼル燃料に加え、牽引している貨車に毒性と発火性の強い溶融フェノールが大量に積まれていることが判り、史上最悪の貨物列車暴走事故が起こっていると判断して、州警察や鉄道会社に通報して事態回復に奔走する。
若輩ながら操車場長としては極めて優秀で、積み荷が判明した際、777号を停車させることは不可能に近いと判断し、人気の無い農地で脱線させる事を運行部長のガルビンに提案するが会社の損失を最小限にすることを優先され一蹴される。ガルビン発案の停止作戦では死者を出した上、彼女に無断で実行された脱線作戦も失敗し万策尽きたかと思われたが、フランクとウィルが777号を追跡している事を知り、遂にガルヴィンを見限りクビを覚悟で会社の命令を無視し、彼らに希望を託す。
立場上、操車場を離れることができなかったが、777号暴走事故の解決後、停止現場に駆けつけてフランクにキスをする。その後、当時の対応が上層部に認められ運行部長に昇進。

### 鉄道関係者
オスカー・ガルビン（ギャルヴィン）
演 - ケヴィン・ダン、日本語吹替 - 浦山迅
AWVR社の運行部長。コニーの通報で777号の暴走を知り、停止作戦を立案する。基本的に人命よりも会社の損失を最小限に止めることを優先しており、暴走する777号の前に別の機関車を回り込ませ、意図的な追突で減速させた隙にヘリコプターを使って777号に人を乗り込ませるという無謀ともいえる作戦を実行させるが、失敗した上に死傷者まで出してしまう。さらにコニーの脱線案を一蹴しておきながら彼女に無断で実行（それも街の郊外で）したり、777号を追跡するフランクとウィルに対して「会社の損失が拡大する」と怒鳴り散らすなど、極めて傲慢な性格。命令を無視したフランク達に「勝手な行動をすればクビだ」と宣告するも、すでに解雇通知を受け取っていたフランクからは一蹴され、ウィルやコニーからも無視される。
脱線作戦が失敗したことで立場を失い、さらに狼狽しているところをコニーに一喝されて彼女からも見限られ、その後は騒動解決まで出る幕は無かった。
会社の損失を最小限にしようとしていたものの、彼が立案した無謀な作戦の結果死傷者2名、機関車2両と脱線器の大破、さらに警察車両複数台の損壊という被害を出すことになり、一連の作戦失敗の責任を問われる形で解雇され、皮肉にも彼自らがクビになった。
デューイ（ドゥーイ）
演 - イーサン・サプリー、日本語吹替 - 奈良徹
フラー操車場に勤める作業員。眼鏡を掛けた太った体型の男（途中から眼鏡を外している）。サボり癖がある上、普段から仕事態度が不真面目で相棒のギリース共々周囲からは問題児扱いされており、特に正確さを求めるネッドとは仲が悪い。
この日777号の担当となっていたが作業をサボってギリースと談笑し、バニーから注意され渋々作業を開始する。777号を移動させる際、貨車のエアーブレーキのホースが外れていることをギリースから知らされるが、作業を早く終わらせたいがために繋ぎ直さずに発車させ、さらに制止を無視してポイント切り替えのために列車が動いている状態で運転席から離れ、おまけにブレーキ操作を誤る等のケアレスミスをして777号の暴走を引き起こした張本人となってしまい、マスコミに顔写真と名前を放送されてしまう。事故の原因を作ったのにもかかわらず様子を見に来たネッドやコニーに減らず口を叩くなどしていたが、流石に責任は感じたのかジャッドの死亡にはギリース共々呆然とテレビを眺めていた。
その後は停止作戦に参加することもできず、司令室からテレビ中継で成り行きを見守ることしかできなかったが、フランクとウィルが777号を停止させた際には安堵の表情を浮かべていた。
騒動解決後、、自主退職しファーストフード業界に転職。
ギリース
演 - T・J・ミラー、日本語吹替 - 佐藤せつじ
デューイと一緒に行動している作業員。デューイ程ではないが勤務態度は良くない。デューイに貨車のエアーブレーキのホースが外れていることを伝えたが、彼の後回しにしようという主張を承諾し繋ぎ直さなかったため、彼と共に777号暴走の原因を作ってしまう。
その後デューイと共にハイレール（軌陸車）で777号を追跡し、777号に飛び移ろうとするも上手くいかず、危うく信号機にぶつかりそうになる。
ネッド・オールダム
演 - リュー・テンプル、日本語吹替 - 森田順平
フラー操車場に勤める溶接工主任。通勤中にサボって喫茶店に寄ったり、そこでウェイトレスを口説いたりと、言動は軽薄な男だが、仕事に対しては「（スポット溶接は）正確さがものをいう」という確固たる信念を持つ。いい加減な性格のデューイとギリースとは仲が悪い。喫茶店でサボってる最中にコニーから777号暴走の知らせと分岐器切り替えの指示を受けて先回りをするが、側線の切り替えポイントに到着した時には既に列車は通過しており、さらにデューイ達の証言から777号が力行状態で暴走していると知り、地元警察と協力して自身のトラックで追跡を開始。終盤、ウィルをトラックの荷台に乗せて運転席まで運び、777号の暴走を終わらせることに大きな貢献を果たすこととなった。騒動解決後の記者会見では「事故を知らされても焦りは無かった」と豪語するが、途中で質疑応答を打ち切られてしまった。
バニー
演 - ケヴィン・チャップマン、日本語吹替 - 谷昌樹
フラー操車場の指令室に勤める通信士。777号を「怪物（ビースト）」と呼ぶ。
ジャッド・スチュワート
演 - デヴィッド・ウォーショフスキー、日本語吹替 - てらそままさき
ブルースター操車場に勤める機関士で勤歴26年のベテラン。フランクの友人。冒頭の場面でフランクらと会話をしていたところに現れたウィルに「ここは託児所じゃない」と皮肉を言い、「老人ホームかと思った」と嫌味を返される。ガルビンの提案した777号停止作戦の運転士役に指名され、自らが運転する7375号を777号の前に回りこませて減速させようと試みるが777号の圧倒的なパワーの前に失敗、7375号はオーバースピードで側線に入線して脱線転覆後に爆発炎上し、脱出できずに死亡する。
ウィルは顔を合わせていたものの名前までは知らなかったため、ブルースターで嫌味を言い合った相手とは気付いていなかった。
スコット・ワーナー
演 - ケヴィン・コリガン、日本語吹替 - 成田剣
連邦鉄道局の職員。この日行われる予定だった鉄道安全教室のためフラー操車場を訪れていた。職業柄、鉄道に関する知識が豊富であり、薬品関連などの雑学にも精通しており、777号が牽引する貨車に積載されていた溶融フェノールが危険な物質であることをガルヴィンに教えた。
鉄道安全教室が中止となった後もフラー操車場に残りコニーらに様々な助言を与え、フランクが運転する1206号が連結を成功させた後、機関車の全力で逆方向に引くだけではなく発電ブレーキも併用して使用した方が良い等の減速方法も提案しており、結果的にこの提案が功を奏することになった。777号暴走事故解決の陰の功労者。

### 主要人物の家族
ニコラ・バーンズ
演- エリザベス・マシス
フランクの長女。妹のマヤとフーターズでアルバイトをしている。この日誕生日だったが、フランクが連絡を忘れていたため機嫌を悪くしてしまう。バイト中にフランクから電話で「愛している」とだけ伝えられ困惑し、直後にフランクが777号を追跡していることを知り店のテレビで見守る。騒動解決後、フランクとも和解しコニーからキスされた父を楽しそうに眺めていた。
マヤ・バーンズ
演- ミーガン・タンディ
フランクの次女。姉のニコラとフーターズでアルバイトをしている。777号を追跡しているフランクを店のテレビで見守る。騒動解決後、ニコラと2人で現場に駆けつけコニーにキスされたフランクを楽しそうに眺めていた。
ダーシー・コルソン
演 - ジェシー・シュラム、日本語吹替 - 清和祐子
ウィルの妻で一児の母。物語開始の2週間前、姉へのメールをウィルに隠そうとしたことで浮気を疑われ、結果として早とちりしたウィルが同級生である州警察の警官を銃を手に問い詰める騒動に発展してしまう。この騒動で接近禁止を受けたウィルと別居状態にあり、騒動以降ウィルからの電話も無視し続けていたが、777号の暴走をフランクと共に食い止めようとするウィルを心配し、その様子を見守る。騒動解決後、ウィルとの蟠りも無事解消され、息子と共に現場に駆けつけウィルにキスをする。その後、第2子が誕生予定。
ジェシー・コルソン
演 - ジェフ・ウィンコット、日本語吹替 - てらそままさき
ウィルの兄。AWVR社に勤める溶接主任。ウィルに審問が早まったことと、接近禁止命令が30日延長になったことを電話で伝える。
- ディラン・ブルース
  - その他の声の吹き替え：佐々木省三、小形満、津田英三、下田レイ、うえだ星子、かぬか光明、片貝薫、佐藤拓也、高橋英則、慶長佑香、清水秀光

## 登場車両
777号(トリプルセブン)GE AC4400CW型
今作のメインとなるフラー操車場所属の機関車で、後ろにペイントデザインが異なる同型機関車767号を連結している。非常に強力な馬力を誇るが、ブレーキレバーの誤操作など様々なケアレスミスが重なり、運転士がいないまま最大出力で暴走を開始してしまう。前から7375号に押されても、後ろから1206号に引っ張られてもほとんどせず、踏切内で立ち往生したトラック、1206号が牽引していた貨車の最後尾車両、複数設置されたポータブルの脱線器など線路上のありとあらゆるものを蹴散らして暴走した（中盤、777号が踏切内で立ち往生していたトラックに衝突して機関車の先頭にある3つある内の向かって右側のヘッドライトが破損するシーンが映し出されているが、その後のシーンでは全て向かって左側のライトが破損した状態になっている）。フラー操車場の管制官からも怪物と呼ばれており、更に777号自体の咆哮とも思えるような効果音が随所に散りばめられるなど、ほぼ機関車の姿をした怪獣として描写されている。
尚、他の機関車は全てEMD SD40-2型なので最近導入されたばかりの最新鋭の車両らしく、フランク達の機関車の最高速度が90km程度なのに対し、劇中で登場する速度計測などのシーンでは度々時速100kmを越えていた（劇中で警官が71.4mphと表記されたスピードガンを持っていた）。
赤のベースカラーに黄色のラインカラーというデザインで、767号は777号とは運転席の部分とラインカラーのカラーリングは同じだが、ラインカラーより上の部分が黒くペイントされている。
1206号EMD SD40-2型
今作のもう一台のメインとなるブルースター操車場所属の単独機関車。だいぶ古い車両らしいが、5000馬力を誇りパワーが有り余っているとは言えなくとも衰えてはいないとのこと。車両単独で前進での最高速度は約80～88kmと語られ、後進時は97km程度で走行している。スタントンの亜鉛工場から貨車20両（実際にはさらに5両余計に連結していたが、仕事内容上1206号に連結すべき貨車は25両）をフラー操車場方面へ牽引中に今回の事故に遭遇する。
777号最後尾の貨車に連結し減速させようとするが、777号の強力なエンジンには歯が立たず、スタントンの手前でブレーキが焼けてしまうが、フランクとウィルが連携して単独ブレーキを操作したため777号の脱線という最悪の事態は免れた。
青のベースカラーに黄色のラインカラーというデザインで、他に登場する機関車も777号と767号を除いてほとんどが1206号と同型のほぼ同じカラーリングの車両だが、7375号と7346号のようにラインカラーが無い車両もある。
7375号EMD SD40-2型
救援車両として指名されたブルースター操車場所属の機関車で、後ろに同型機関車7346号を逆向きに連結している。
暴走する777号の前に回り込み止めようとするも777号の圧倒的なパワーには歯が立たず、そのままオーバースピードで側線に入線、直後に減速するも777号にダメ押しとばかりに突き飛ばされ脱線転覆、爆発炎上してしまう。
2002号
鉄道安全教室車両2両を牽引していた単独機関車。暴走する777号とニアミスしている。
所属が違うらしく、カラーリングも赤茶色のベースカラーに黄色のラインカラーというデザインとなっている。

## 製作
2007年6月、20世紀フォックスはマーティン・キャンベルを本作の監督にするべく交渉していたが、結局2009年3月までにトニー・スコットが務めることが決まった。同年4月、デンゼル・ワシントンとクリス・パインの参加が決まり、2011年公開を目指して製作準備が開始された。
2009年7月、同じくトニー・スコット監督、デンゼル・ワシントン主演の『サブウェイ123 激突』の興行成績低迷により『アンストッパブル』の資金調達が困難となり、製作がストップしていることが明らかとなった。これに伴い20世紀フォックス側は製作費を1億ドルから9000万ドル、スコットの監督料を900万ドルから600万ドル、ワシントンの出演料を2000万ドルから1600万ドルまで下げようとし、これに反対したワシントンは7月17日までにプロジェクトから離脱した。その後フォックスとスコットとワシントンで協議が行われ、ワシントンは復帰し、同年秋の撮影開始に向けて製作準備が再開される。
撮影は2009年8月31日に開始され、ペンシルベニア州やオハイオ州で行われた。
劇中で登場する暴走機関車停止の作戦はどれも実際の事故の時に立案されたものと同じか、それをベースにしたアレンジ案となっており、実は進路上に別の機関車を置いて追突させることで停止させるという案も実際の事故でも立案されていた。ただし、実際の事故では最後の切り札として準備こそされたが、その前に停止させることができたので実行はされていない。また、劇中では複数の死傷者が出ているが、実際の事故においては死者は皆無であり、負傷者も事故発生時に転落して軽傷を負った機関士のみである。
暴走列車の機関車はカナダ太平洋鉄道からリースしたGE AC4400CW型が、救援用機関車にはEMD SD40-2型がそれぞれ使用された。因みに、実際の事故では暴走した機関車、救援機ともにSD40-2型であった。
主人公、フランクの妻は物語開始の4年前に亡くなっているが、フランクのモデルとなった実際の事故で暴走列車を追跡した機関車の機関士の妻も放映4年前に癌で亡くなっている。本作のエンドロールでは監督のトニー・スコットの計らいで「この映画を今は亡き機関士の妻に捧げる」と記された。

## 評価

### 批評家のレビュー
Rotten Tomatoesでの支持率は86%（160名中138名）で、平均点は10点満点で6.9点を獲得し、「新鮮映画」に認定された。Metacriticでは34のレビュー中好意的なものが24で、平均点は100点満点中69点だった。映画評論家のロジャー・イーバートは4つ星満点で3星半に認定し、「完全な職人芸で、これはずば抜けた映画である」と述べた。『ニューヨーク・タイムズ』のマノーラ・ダルギスは映画の視覚スタイルを称賛した。

### 興行成績
北米3207館で公開され、初週末3日間で2268万8457ドルを稼ぎ、『メガマインド』に次いで週末興行収入2位となった。これは、前年に同じくトニー・スコット監督、デンゼル・ワシントン主演で公開された『サブウェイ123 激突』とほぼ同等の初動記録である。

## テレビ放送
| 回数 | テレビ局         | 番組名（放送枠名）     | 放送日        | 放送時間      | 放送分数 | 視聴率 |
| ---- | ---------------- | ---------------------- | ------------- | ------------- | -------- | ------ |
| 1    | 日本テレビ       | 金曜ロードSHOW!        | 2013年6月14日 | 21:00 - 22:54 | 114分    | 10.3%  |
| 2    | TBS              | 月曜ゴールデン特別企画 | 2015年1月12日 | 21:00 - 22:54 | 114分    | 7.9%   |
| 3    | NHK BSプレミアム | プレミアムシネマ       | 2018年11月5日 | 21:00 - 22:40 | 100分    | -      |
| 4    | テレビ東京       | 午後のロードショー     | 2019年2月18日 | 13:35 - 15:40 | 125分    | -      |
| 5    | NHK BS           | プレミアムシネマ       | 2024年4月15日 | 13:00 - 14:40 | 100分    | -      |

- 視聴率はビデオリサーチ調べ、関東地区・世帯・リアルタイム。